# Agriotypus armatus
Agriotypus armatus är en stekelart som beskrevs av Curtis 1832. Agriotypus armatus ingår i släktet Agriotypus och familjen brokparasitsteklar. Enligt den finländska rödlistan är arten nära hotad i Finland. Arten är reproducerande i Sverige. Artens livsmiljö är sjöar. Inga underarter finns listade i Catalogue of Life.

## Bildgalleri

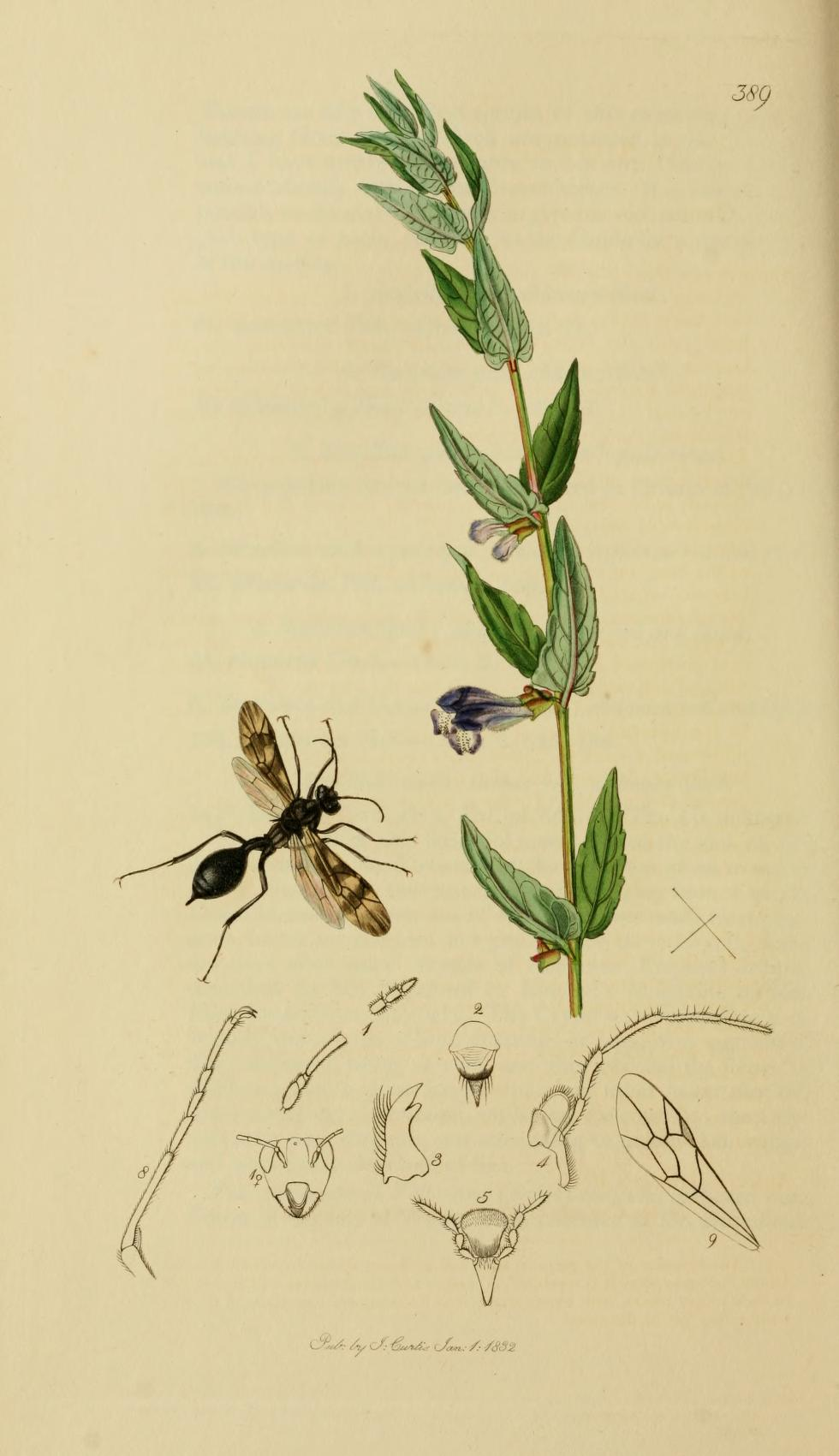